# Aktedrilus paradentatus
Aktedrilus paradentatus är en ringmaskart som beskrevs av Erséus 1984. Aktedrilus paradentatus ingår i släktet Aktedrilus och familjen glattmaskar. Inga underarter finns listade i Catalogue of Life.